# × Catcylaelia
× Catcylaelia é um género botânico pertencente à família das orquídeas (Orchidaceae).